# Birinyi István
Birinyi István (Mezőkövesd, 1952. április 12. –) labdarúgó, középpályás.

## Pályafutása
A Bp. Honvéd csapatában mutatkozott az élvonalban 1973. április 8-án a Csepel ellen, ahol csapata 1–1-es döntetlent ért el. 1974 és 1978 között 75 bajnoki mérkőzésen szerepelt a SZEOL AK együttesében és tíz gólt szerzett.
1978 és 1986 között a Vasas csapatában szerepelt, ahol két bajnoki bronzérmet és egy magyar kupa-győzelmet szerzett a csapattal. 177 bajnoki mérkőzésen lépett pályára és 13 gólt szerzett. Utolsó mérkőzésen a Zalaegerszegi TE együttesétől 2–0-ra kapott ki csapata. Eztán a svájci FC Lausanne-ban játszott egy évig.
Pályafutása után az MLSZ fegyelmi bizottságának tagjaként tevékenykedett.

## Sikerei, díjai
- Magyar bajnokság
  - 3.: 1979–80, 1980–81
- Magyar kupa (MNK)
  - győztes: 1981
  - döntős: 1980